# Menophra ninguruana
Menophra ninguruana är en fjärilsart som beskrevs av Eugen Wehrli 1941. Menophra ninguruana ingår i släktet Menophra och familjen mätare. Inga underarter finns listade i Catalogue of Life.